# MTHFD2L
MTHFD2L (англ. Methylenetetrahydrofolate dehydrogenase (NADP+ dependent) 2 like) – білок, який кодується однойменним геном, розташованим у людей на короткому плечі 4-ї хромосоми.  Довжина поліпептидного ланцюга білка становить 347 амінокислот, а молекулярна маса — 37 315.
| 10         |  | 20         |  | 30         |  | 40         |  | 50         |
| ---------- |  | ---------- |  | ---------- |  | ---------- |  | ---------- |
| MTVPVRGFSL |  | LRGRLGRAPA |  | LGRSTAPSVR |  | APGEPGSAFR |  | GFRSSGVRHE |
| AIIISGTEMA |  | KHIQKEIQRG |  | VESWVSLGNR |  | RPHLSIILVG |  | DNPASHTYVR |
| NKIRAASAVG |  | ICSELILKPK |  | DVSQEELLDV |  | TDQLNMDPRV |  | SGILVQLPLP |
| DHVDERTICN |  | GIAPEKDVDG |  | FHIINIGRLC |  | LDQHSLIPAT |  | ASAVWEIIKR |
| TGIQTFGKNV |  | VVAGRSKNVG |  | MPIAMLLHTD |  | GEHERPGGDA |  | TVTIAHRYTP |
| KEQLKIHTQL |  | ADIIIVAAGI |  | PKLITSDMVK |  | EGAAVIDVGI |  | NYVHDPVTGK |
| TKLVGDVDFE |  | AVKKKAGFIT |  | PVPGGVGPMT |  | VAMLLKNTLL |  | AAKKIIY    |

A: Аланін

C: Цистеїн

D: Аспарагінова кислота

E: Глутамінова кислота

F: Фенілаланін

G: Гліцин

H: Гістидин

I: Ізолейцин

K: Лізин

L: Лейцин

M: Метіонін

N: Аспарагін

P: Пролін

Q: Глутамін

R: Аргінін

S: Серин

T: Треонін

V: Валін

W: Триптофан

Кодований геном білок за функціями належить до оксидоредуктаз, гідролаз. 
Задіяний у таких біологічних процесах як біосинтез амінокислот, біосинтез гістидину, біосинтез метіоніну, одновуглецевий метаболізм, біосинтез пуринів, альтернативний сплайсинг. 
Білок має сайт для зв'язування з НАД, іоном магнію. 
Локалізований у мембрані, мітохондрії, внутрішній мембрані мітохондрії.